# The X-Files: I Want to Believe
The X-Files: I Want to Believe is een Amerikaanse sciencefictionfilm uit 2008. De film is gebaseerd op de televisieserie The X-Files, en daarmee de tweede film gebaseerd op deze serie. De film is een vervolg op de film uit 1998.
De regie is in handen van Chris Carter. Het scenario is geschreven door Carter en Frank Spotnitz. Acteurs David Duchovny en Gillian Anderson spelen in de film wederom hun rollen uit de televisieserie: Fox Mulder en Dana Scully

## Verhaal
Zes jaar na de gebeurtenissen uit The X-Files wordt een jonge vrouw ontvoerd in haar huis in Somerset, West Virginia. Een flash-forward toont een aantal FBI-agenten die een man met lang haar en een bril volgen naar een besneeuwd veld, alwaar ze een begraven arm vinden.
Voormalig FBI-agent Dana Scully is nu een arts geworden in een katholiek ziekenhuis genaamd Onze Lieve Vrouwe van Smarten. Hier behandelt ze een jongen, genaamd Christian, die een terminale hersenaandoening heeft. Ze wordt opgezocht door agent Mosley Drummy, die haar vraagt de FBI te helpen Fox Mulder op te sporen. Hij is voortvluchtig, maar de FBI is bereid de jacht op hem te staken indien hij hen helpt met het onderzoek naar de verdwijning van enkele vrouwen, waaronder de vrouw uit de openingsscène. Deze vrouw blijkt eveneens een FBI-agent te zijn: Monica Bannan. Scully gaat akkoord. Hierna komen we te weten dat Mulder bij Scully woont. Ze slaagt erin hem te overtuigen mee te helpen met het onderzoek.
Een zwarte helikopter brengt het duo naar Washington D.C., waar ze worden opgewacht door Assistant Special Agent in Charge (ASAC) Dakota Whitney. Zij heeft al Mulders files gelezen. Ze introduceert Mulder aan de langharige man uit de openingsscène, die de FBI blijkbaar naar een belangrijke aanwijzing heeft geleid. De man is een voormalige priester en veroordeelde pedofiel, genaamd eerwaarde Joseph Fitzpatrick Crissman. Crissman beweert dat God hem visioenen geeft van de misdaden. Mulder gelooft Crissman, maar Scully, die walgt van het verleden van Crissman, is sceptisch.
Een tweede vrouw, die op weg is naar huis, wordt van de weg afgeduwd door Junke Dacyshyn, de chauffeur van een sneeuwschuiver. Hij slaat het raam van haar auto in en ontvoert haar. Ondertussen brengen Whitney en Drummy Crissman en Mulder naar het huis van Bannan. Daar knielt Crissman plotseling neer alsof hij heftige pijn heeft en beginnen zijn ogen te bloeden.
De volgende ochtend discussiëren Scully en Mulder over de FBI-zaken en Scully’s geduld. Volgens Scully zijn in de arm die de FBI heeft gevonden in de sneeuw sporen gevonden van een verdovingsmiddel. Deze nieuwe aanwijzing is voor Mulder reden om de zaak voort te zetten. Ondertussen wordt Crissman ingezet bij het onderzoek naar de tweede ontvoering. Hij leidt de FBI wederom naar een besneeuwd landschap, alwaar het team een soort bevroren kerkhof vindt vol lichamen en lichaamsdelen. Analyse van de lichaamsdelen leidt het team uiteindelijk naar Dacyshyn, een orgaantransporteur, en diens echtgenoot Franz Tomczeszyn. Franz was een van Crissmans slachtoffers. De FBI valt het huis van Dacyshyn binnen, maar hij ontsnapt. Wel vindt het team in zijn huis het afgehakte hoofd van Bannan. Mulder en Whitney achtervolgen Dacyshyn naar een bouwplaats. Hier wordt Whitney door Dacyshyn in een liftschacht geduwd. Ze overleeft de val niet.
Scully is ondertussen teruggekeerd naar het ziekenhuis. Ze wil toestemming van Christians ouders voor het uitvoeren van een radicale en pijnlijke stamcel-procedure, die mogelijk Christians enige hoop is. Priester Ybarra, hoofd van het ziekenhuis, is tegen het idee en wil liever dat Christian de rest van zijn leven palliatieve zorg ondergaat. Scully wordt heen en weer getrokken tussen haar geloof in God en haar verlangen om Christian te helpen. Uiteindelijk gaat ze naar Crissman om hem te confronteren met zijn religieuze visioenen. Tot haar afschuw vertelt hij haar dat hij niet meer weet wat hij al verteld heeft. Dan valt hij plotseling voor haar ogen op de grond. Scully laat hem direct naar het Onze Lieve Vrouwe van Smarten brengen, alwaar hij een vergevorderd stadium van longkanker blijkt te hebben.
Scully vraagt Mulder om de zaak verder te laten rusten, daar ze de dader hebben gevonden, maar Mulder gaat toch door met zijn onderzoek. Hij gaat naar een klein dorpje en ontdekt dat Dacyshyn daar zijn verdovingsmiddel koopt. Hij ziet Dacyshyn en volgt hem naar een afgelegen gebouw. Het gebouw blijkt te voldoen aan de visioenen die Crissmann beschreef. In het gebouw ontdekt Mulder dat Dacyshyn lid is van een Oost-Europees medisch team dat onderzoek doet naar een hoofdtransplantatie. Ze willen het hoofd van Tomczeszyn op het lichaam van de tweede ontvoerde vrouw zetten.
Wanneer Scully Mulder niet kan bereiken op zijn mobiele telefoon, belt ze haar oude baas Walter Skinner op voor hulp. Samen lokaliseren ze het gebouw en grijpen ze in voordat de vrouw wordt onthoofd. Scully en Mulder keren weer huiswaarts, waar Scully Mulder vertelt dat Crissman is gestorven.

## Rolverdeling
| Acteur              | Personage                        |
| ------------------- | -------------------------------- |
| David Duchovny      | Fox Mulder                       |
| Gillian Anderson    | Dana Scully                      |
| Amanda Peet         | FBI Special Agent Dakota Whitney |
| Xzibit              | Special Agent Mosley Drummy.     |
| Billy Connolly      | eerwaarde Joseph Crissman        |
| Callum Keith Rennie | Janke Dacyshyn                   |
| Adam Godley         | eerwaarde Ybarra                 |
| Fagin Woodcock      | Franz Tomczeszyn                 |
| Nicki Aycox         | tweede slachtoffer               |

## Achtergrond

### Ontwikkeling
In november 2001, direct na het einde van de televisieserie, kwamen de bedenkers van “The X-Files” al met plannen voor een tweede film. Carter zou samen met Spotnitz, die had meegewerkt aan het scenario van de eerste film, een scenario schrijven voor deze tweede film. De film zou in december 2003 uitkomen. Tot directe plannen kwam het echter niet, en de productie werd uitgesteld naar 2004. De film zou nu in 2005 uitkomen.
Al vanaf het begin was Carter van plan van de film een opzichzelfstaand verhaal te maken. De productie bleef echter vertraging oplopen. In 2006 weet Spotnitz de vertraging aan het feit dat Carter en 20th Century Fox onenigheid hadden over de film. Tegen april 2007 werd bevestigd dat het scenario eindelijk in ontwikkeling was.

### Opnames
De film werd opgenomen in Vancouver en Pemberton in Brits-Columbia, Canada. Volgens Spotnitz was het scenario speciaal voor deze locaties geschreven. De opnames gingen van start in december 2007 in Vancouver. Op 11 maart 2008 werd het filmwerk afgerond.

### Muziek
De muziek van de film is gecomponeerd door Mark Snow, die ook de muziek van de serie componeerde. Hij nam de muziek op met het Hollywood Studio Symphony in de Newman Scoring Stage.

### Titel
Tijdens de opnames werd de codenaam Done One gebruikt voor de film. Deze naam was een verwijzing naar het feit dat de producers al een film hadden gemaakt.
Op 16 april 2008 werd de officiële titel van de film onthuld. De titel I Want to Believe was volgens regisseur Chris Carter bedoeld als verwijzing naar Scully's worsteling met haar geloof.